# 星康吉鳗
星康吉鳗（学名：Conger myriaster），又名繁星糯鰻，为糯鳗科康吉鳗属的鱼类。分布于朝鲜、日本以及东海、黄海和渤海等海域，深度320至830公尺，本魚體延長，尾部側扁變細，頭部與軀幹有白色的斑點，上顎略長於下顎，嘴唇具上、下唇瓣，前鼻孔為短管狀，肛門前的側線孔39-43，脊椎骨142-148個，體長可達100公分，壽命可達8年。该物种的模式产地在日本函馆。棲息在沙尼底質海域，為底棲性魚類，為高經濟價值食用魚。
在日本稱為「真穴子」（マアナゴ），於兵庫縣、廣島縣及山口縣等地是常見的食用魚。

## 扩展阅读
維基物種上的相關：星康吉鳗